# ناحیه باکی، میشیگان
ناحیه باکی (به انگلیسی: Buckeye Township) یک منطقهٔ مسکونی در ایالات متحده آمریکا است که در شهرستان گلدوین، میشیگان واقع شده‌است.
 ناحیه باکی ۸۹٫۷ کیلومتر مربع مساحت و ۱٬۳۳۳ نفر جمعیت دارد و ۲۲۷ متر بالاتر از سطح دریا واقع شده‌است.